# Dmitri Kirichenko
Dmitri Serguéievich Kirichenko (en ruso: Дмитрий Сергеевич Кириченко; Novoaleksandrovsk, Unión Soviética, 17 de enero de 1977) es un exfutbolista ruso, se desempeña como delantero y su último equipo fue el Mordovia Saransk.

## Palmarés

### Campeonatos nacionales
| Título                    | Club             | País  | Año  |
| ------------------------- | ---------------- | ----- | ---- |
| Segunda División de Rusia | Mordovia Saranks | Rusia | 2014 |

### Distinciones individuales
| Distinción                                             | Año  |
| ------------------------------------------------------ | ---- |
| Máximo goleador de la Liga Premier de Rusia (15 goles) | 2002 |
| Máximo goleador de la Liga Premier de Rusia (14 goles) | 2005 |